# Piszczaława
Piszczaława (biał. Пішчалава; ros. Пищалово; hist Piszczałowo, Horodnia) – wieś na Białorusi, w rejonie orszańskim obwodu witebskiego, około 6 km na północ od Orszy, siedziba sielsowietu.

## Historia
Po I rozbiorze Polski w 1772 roku Piszczałowo, wcześniej należące do województwa witebskiego Rzeczypospolitej, znalazło się na terenie powiatu orszańskiego guberni witebskiej Imperium Rosyjskiego. W XIX wieku dobra te zaczęto nazywać Horodnia, rozróżniając dwa majątki: Horodnia Wierzchnia i Horodnia Niżna.
Pierwsze znane dziś informacje o Horodni pochodzą z 1844 roku, gdy Ignacy Wasilewski (1802–1874), marszałek szlachty powiatu kopyskiego odziedziczył Horodnię i pobliskie folwarki po swoich rodzicach. Po nim spadkobiercą majątku był jego syn, Kazimierz (1841–1897). Po jego bezdzietnej śmierci majątek podzielono w ten sposób, że Horodnię odziedziczyła jego siostra Klementyna Chrostowska (1860–1933). Ostatnim właścicielem Horodni był syn Klementyny i gen. Czesława Chrostowskiego, Kazimierz Chrostowski (ur. w 1890 roku).
W 1900 roku we wsi były 3 młyny.
Po ustabilizowaniu się granicy polsko-radzieckiej w 1921 roku Horodnia znalazła się na terenie ZSRR. Od 1991 roku znajduje się na terenie Republiki Białorusi.
W 1966 roku odsłonięto tu pomnik upamiętniający pierwsze użycie katiuszy 14 lipca 1941 roku.

## Dawny dwór
W I połowie XIX wieku Wasilewscy mieszkali w podłużnym, drewnianym dworze z dwoma gankami o dwóch parach kolumienek od frontu, wzniesionym na murowanych piwnicach. Najstarsza część tego domu była znacznie starsza niż początek XIX wieku. Z czasem dom ten okazał się zbyt mały i w 1852 roku Ignacy Wasilewski zbudował nowy, klasycystyczny dwór w odległości około 100 m od starego, pod kątem prostym do niego. Dwór był zbudowany na planie prostokąta o wymiarach 35 i 14 m, na wysokiej podmurówce, przykryty czterospadowym dachem. Po obu stronach na dłuższych elewacjach budynku istniały dwa identyczne portyki o wymiarach podstawy 8 m i 2,5 m. Oba portyki były zwieńczone trójkątnymi przyczółkami wspartymi przez sześć jońskich kolumn. Do każdego portyku prowadziło osiem stopni. 
Wnętrza były ogrzewane przez białe piece kaflowe i kominki. Niektóre ściany (np. w pokoju bawialnym – wszystkie ściany, w gabinecie – nawet sufit) były pokryte freskami Henryka Siemiradzkiego, kuzyna właścicieli. Na ścianach wisiały również obrazy pędzla m.in. Józefa Chełmońskiego i Juliusza Kossaka. 
W bibliotece i archiwum znajdowało się wiele cennych dokumentów, m.in. opis postoju Napoleona 20 listopada 1812 roku w tutejszym majątku. 
W pobliżu dworów stało kilka innych budynków, w tym m.in.: dwie klasycystyczne lodownie i dwa mniejsze dworki, w których mieszkały rodziny pracowników majątku. 
Budynki otaczał park krajobrazowy o powierzchni około 10 hektarów. W ogrodzie spacerowym znajdowała się sadzawka zasilana przez pobliskie źródełko. W dalszej odległości – staw o powierzchni kilku hektarów na granicy parku. 
Majątek w Horodni jest opisany w 1. tomie Dziejów rezydencji na dawnych kresach Rzeczypospolitej Romana Aftanazego.